# Улица Татищева (Астрахань)

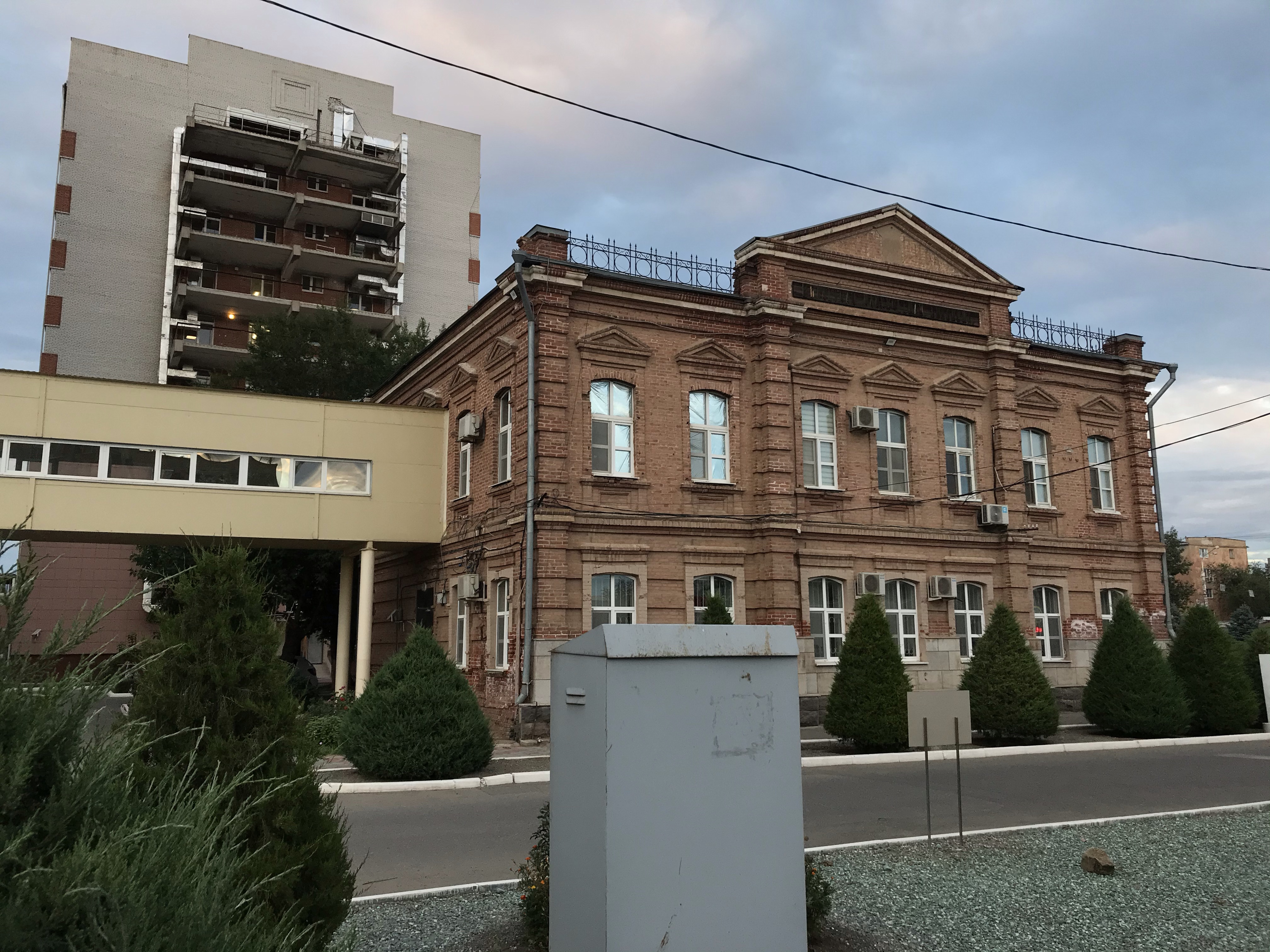
Корпуса Александро-Мариинской больницы в начале улицы Татищева

Улица Тати́щева — одна из главных улиц новой части исторического района Селение в Астрахани. Застроена преимущественно домами хрущёвской постройки. Начинается от улицы Анри Барбюса и идёт с юга на север, пересекая улицу Полякова, безымянный проезд, проезд Геолога Бориса Волкова, улицу 28-й Армии и Смоляной переулок и заканчиваясь у улицы Латышева. В северной части улицы Татищева расположен университетский городок, где сосредоточены учебные, административные и жилые корпуса нескольких городских вузов.
Жилые микрорайоны, примыкающие к улице Татищева с восточной стороны, интересны необычной системой нумерации домов — там встречаются дома с номерами формата к9, к13, имеющие номер корпуса, но не номер дома. В некоторых источниках может использоваться форма записи ул. Татищева, д. 0, корп. 9.
По улице Татищева долго время ходил трамвай. В феврале 2007 года трамвайные пути закрыли под предлогом строительства моста на улице Латышева и закрытия трамвайного кольца. Улицу отремонтировали и расширили только к весне 2013 года, трамвайное движение не восстановили.
Администрация города проводит политику застройки малоэтажной улицы новыми многоэтажными жилыми домами, такими, как Татищева, 4Б(15 этажей) и 43Б(10 этажей .

## История
Была названа в честь российского историка Василия Никитича Татищева в 1957 году. До этого называлась Степной, 3-й Степной и Степной Бондарной.

## Инфраструктура
-Медицинские учреждения
- Больницы:

Александро-Мариинская областная клиническая больница;
Областная детская клиническая больница им. Н.Н. Силищевой.
- Женские консультации:

Женская консультация ГП №5.
- Реабилитационные центры:

Коррекция и развитие.
-Образовательные учреждения
- Дошкольные учреждения:

 Детский сад №67, №82, №91, №123.
- Средние общеобразовательные школы:

СОШ №56 имени А.С. Пушкина, СОШ №8.
- Технические лицеи:

 Астраханский технический лицей . 
- Среднее профессиональное образование:

Колледж строительства и экономики.
- Высшие учебные заведения:

Астраханский государственный технический университет;
Астраханский государственный университет имени В.Н. Татищева ;
Астраханский государственный архитектурно-строительный университет.
-Органы исполнительной власти
- Министерства:

Министерство здравоохранения Астраханской области.

## Парки, скверы
- Парк Студенческий;
- Парк Вера;
- сад имени Татищева;
- Скейт-парк сзади сада имени Татищева и СОШ №8.

## Памятники
- Магтымгулы; Мусе Джалилю; Омару Хайяму (территория парка Студенческий возле АГУ);

- А.З. Щербакову(территория АГТУ);

- Преподавателям и студентам Астрыбвтуза - жертвам политических репрессий(территория АГТУ).

## Спортивные объекты
- Спортивный центр с бассейном АГУ;
- Спорткомплекс с бассейном и стадион АГТУ;,
- Скейт-парк(территория сада имени  Татищева);
- Теннисный корт ДЮСШ №3(территория СОШ №56 имени А.С. Пушкина).

## Общественный транспорт
- Автобус №53.